# Monarchie canadienne
La monarchie canadienne ou monarchie du Canada (en anglais : Canadian monarchy ou monarchy of Canada) est le régime politique en vigueur au Canada. Ses pouvoirs s'exercent dans le cadre d'une monarchie constitutionnelle définie dans la Constitution du Canada. Le pays étant un royaume du Commonwealth, la monarchie canadienne est en union dynastique personnelle avec la monarchie britannique,. Selon la Constitution du Canada, le monarque est le chef de l'État, fonction occupée depuis le 8 septembre 2022 par le roi Charles III en tant que roi du Canada. Comme pour ses autres couronnes, il porte l'ordinal III dans son nom de règne bien que Charles Ier et Charles II n'aient jamais régné sur le Canada.  
Le Canada étant une monarchie constitutionnelle, le monarque canadien participe au Parlement fédéral et aux Parlements provinciaux. Il est investi du pouvoir exécutif (provincial et fédéral) et du commandement en chef des Forces armées canadiennes. Dans la pratique, c’est le premier ministre et ses ministres qui exercent ce pouvoir, le Canada étant une démocratie parlementaire.
Le monarque canadien possède des pouvoirs qui lui sont propres et d'autres qui sont exercés par le biais de ses représentants : le gouverneur général et les lieutenants-gouverneurs provinciaux. On se réfère parfois au gouverneur général du Canada comme étant le chef de l'État de facto.
La personne du monarque règne également en tant que chef d'État sur quatorze autres royaumes du Commonwealth, indépendamment du Canada. Autrement dit, la Couronne de chacun de ces pays est en union personnelle avec le monarque. Cela résulte de leur ancienne relation coloniale au sein de l'Empire britannique, mais, aujourd'hui, tous sont politiquement indépendants et leur monarchie y est constitutionnellement distincte l'une de l'autre. L'unique gouvernement de Sa Majesté se manifeste ainsi de manière différente selon la loi de chacun de ces royaumes où il fait figure d'autorité primordiale.

## Historique
Au 1er juillet 1867, le dominion du Canada fut créé sous la Couronne britannique, mais avec l'adoption du Statut de Westminster en 1931, « la Couronne du Canada est devenue une réalité intrinsèquement canadienne. » Or, la Déclaration Balfour de 1926 préfigurait déjà la naissance prochaine de la Couronne canadienne qui allait obtenir égalité d'autonomie par rapport à la Couronne britannique et former ainsi un royaume du Commonwealth.
En 1947, le roi George VI a promulgué les lettres patentes constituant l'office de gouverneur général, par lesquelles ce dernier, en plus des pouvoirs constitutionnels qui lui étaient propres, recevait le droit d'exercer la prérogative royale en lieu et place du monarque pour le compte du Canada. Ainsi, les pouvoirs régaliens au Canada sont, d'ordinaire, exercés par le gouverneur général, bien que le monarque possède un droit de réserve qui lui est exclusif. Le gouverneur général maintient donc un lien direct avec le monarque en tant que son représentant ; on se réfère à lui, à l'occasion, comme étant de facto le chef de l'État.

## Titres
Jusqu'en 2024, les titres royaux au Canada sont :
En français : Charles Trois, par la grâce de Dieu, Roi du Royaume-Uni, du Canada et de ses autres royaumes et territoires, Chef du Commonwealth, Défenseur de la Foi.
En anglais : Charles the Third, by the Grace of God, of the United Kingdom, Canada and His other Realms and Territories King, Head of the Commonwealth, Defender of the Faith.
Cette titulature met en valeur le rôle du souverain comme roi du Canada de manière spécifique et ainsi, l'aspect partagé de la Couronne dans tous les royaumes, en mentionnant le Canada séparément des autres pays.
Bien que les anciens titres canadiens du roi incluent l'expression « Défenseur de la Foi », ni le roi ni aucun de ses gouverneurs généraux ou lieutenants-gouverneurs n'ont de rôle religieux au Canada. Le Parlement canadien adopte en 2023 une loi supprimant cette référence, ainsi que la mention du Royaume-Uni, dans le titre du monarque. Le projet de loi reçoit la sanction royale le 22 juin 2023, et la proclamation royale du nouveau titre est publiée le 8 janvier 2024.
Depuis cette date, les nouveaux titres sont :
En français : Charles Trois, par la grâce de Dieu, Roi du Canada et de ses autres royaumes et territoires, Chef du Commonwealth.
En anglais : Charles the Third, by the Grace of God, King of Canada and His other Realms and Territories, Head of the Commonwealth.

## Succession
La succession de la Couronne canadienne est identique à la succession au trône britannique.
L'héritier apparent de la Couronne canadienne est le prince de Galles, bien que le roi soit le seul membre de la famille royale canadienne à posséder un rôle constitutionnel au pays.

## Rôle constitutionnel

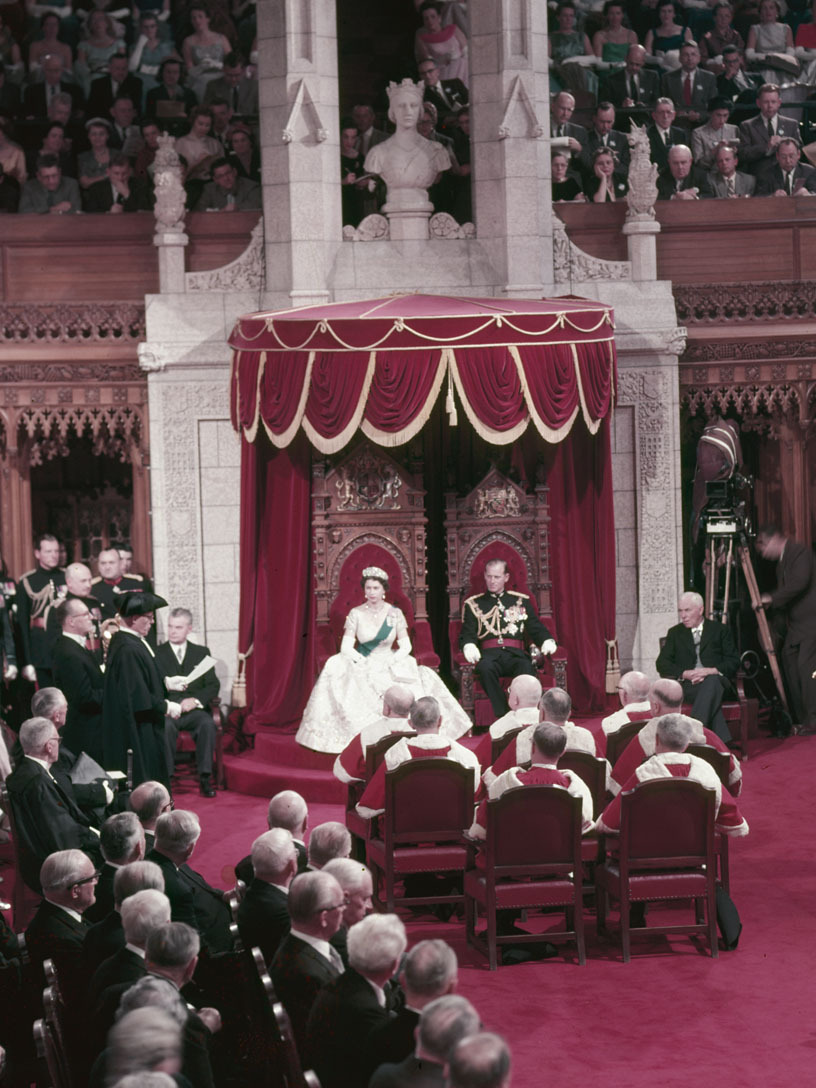
Élisabeth II, reine du Canada, lors de l'ouverture de la 23e législature du Canada en 1957.

La Constitution du Canada se compose d'une variété de statuts et de conventions qui sont à la fois d'origine britannique et canadienne, qui donne au Canada un système de gouvernement parlementaire semblable à d'autres monarchies du Commonwealth. Tous les pouvoirs de l'État appartiennent, constitutionnellement, au souverain, qui est représenté au niveau fédéral par le gouverneur général  nommé par le monarque sous recommandation du premier ministre — et au niveau provincial par les lieutenants-gouverneurs — nommés par le gouverneur général sur recommandation du premier ministre fédéral qui consulte habituellement le premier ministre provincial ; le monarque est habituellement informé de cette nomination avant l'assermentation.
Les institutions du gouvernement canadien agissent sous l'autorité du monarque. Par conséquent, le gouvernement du Canada est désigné formellement sous le nom du Gouvernement de Sa Majesté au Canada. Cependant, depuis le début des années 1970, bien que l'arrangement constitutionnel d'agencements n'ait pas changé, le gouvernement est appelé simplement Gouvernement du Canada.
Tout changement constitutionnel à la position du monarque, ou des représentants du monarque au Canada, exige le consentement du Sénat, de la Chambre des Communes, ainsi que de toutes les chambres des différentes provinces.
Un serment d'allégeance au roi est prévu par l'article 128 de la Loi constitutionnelle de 1867. Ce serment n'est toutefois plus obligatoire au Québec pour les membres de l'Assemblée nationale depuis 2022.

## Fonctions constitutionnelles
Le rôle du roi ainsi que du gouverneur général est à la fois pratique et légal. En effet, le roi est la personne au centre de la construction constitutionnelle.
Les vastes pouvoirs qui appartiennent à la Couronne, collectivement connus sous le nom de prérogative royale, sont très étendus. Cela va de la capacité d'accomplir des traités, d'envoyer des ambassadeurs, jusqu'à la défense du royaume et du maintien de la « Paix du Roi » (King's peace). L'approbation parlementaire n'est pas exigée pour l'exercice de la prérogative royale ; d'ailleurs, le consentement de la Couronne doit être obtenu avant que l'une ou l'autre des Chambres du Parlement puisse même discuter d'une loi ayant trait aux prérogatives ou aux intérêts du souverain. La prérogative royale appartient à la Couronne uniquement. Bien que la prérogative royale soit étendue, elle n'est pas illimitée. Par exemple, le monarque n'a pas la prérogative pour prélever et percevoir de nouveaux impôts ; une telle action exige l'autorisation d'une loi.
C'est le pouvoir de la Couronne par l'entremise du gouverneur général qui est responsable de la nomination d’un nouveau premier ministre. En accord avec la convention constitutionnelle (non-écrite), il doit choisir la personne qui a le plus de probabilités de conserver le soutien de la majorité de la Chambre des Communes : généralement le chef du parti majoritaire à la Chambre. Si aucun parti n’a de majorité, deux groupes ou plus peuvent former une coalition, dont le chef désigné en interne est ensuite nommé premier ministre.
La Couronne nomme également d'autres personnalités, souvent sous recommandation du premier ministre. C'est le cas des lieutenants-gouverneurs — tel que susmentionné, des membres du Conseil privé du Roi pour le Canada, des sénateurs, du président du Sénat, des juges de la Cour suprême, des juges de la cour supérieure, etc. Toutes ces nominations sont exercées depuis l'acte constitutionnel de 1867 par le gouverneur général.
Le souverain a également d'autres droits, notamment lorsqu'il est question de traités internationaux, de politique étrangère, de guerre ou de paix (le souverain étant le chef des armées du pays).
Le gouverneur général, au nom du roi, accrédite également les hauts commissaires et les ambassadeurs canadiens, et reçoit des diplomates des États étrangers.
Tous les passeports canadiens sont émis au nom du Roi. On peut lire sur le contreplat du passeport canadien : « Le ministère des Affaires étrangères du Canada, au nom de Sa Majesté le Roi, prie les Autorités intéressées de bien vouloir accorder libre passage au titulaire de ce passeport, de même que l’aide et la protection dont il aurait besoin ».
Au Canada, les enquêtes publiques majeures portent le nom de « Commission royale », et sont créées par le Cabinet, au nom du monarque, par un mandat royal.
Le souverain est l'un des trois composants du Parlement ; les autres sont le Sénat et la Chambre des Communes. Seul celui-ci ou son représentant ont le droit de dissoudre le Parlement, ce qui mènera à des élections générales et à la création d'une nouvelle législature. La nouvelle session parlementaire est marquée par l'ouverture du Parlement, pendant laquelle le monarque ou le gouverneur général lit le discours du Trône à la Chambre du Sénat, donnant les grandes lignes de ce que le gouvernement compte réaliser, au nom du monarque, durant la session parlementaire.
Toute loi doit recevoir la sanction royale, acte par lequel le monarque ou son représentant approuve une législation adoptée par le Parlement. Théoriquement, le souverain possède un droit de réserve sur chacune des lois. Cependant, les usages constitutionnels font en sorte que l'ensemble des lois votées par le parlement sont automatiquement sanctionnées par le souverain,.
Le monarque est le seul à détenir le pouvoir de changer le lieu siégeant le gouvernement du Canada. En d’autres termes, cela signifie qu’il peut changer la capitale du pays en tout temps.
Les souverains, de nos jours, respectent les décisions prises par le parlement qui est élu démocratiquement et n'utilisent que dans de très rares cas leur droit de prérogative ainsi que leurs pouvoirs exceptionnels. Par exemple, si un procès est intenté contre le gouvernement fédéral, le répondant est formellement décrit en tant que Sa Majesté le Roi du Canada.

## Rôle législatif
Toutes les lois canadiennes ont été ratifiées par le souverain ou son représentant et portent la signature de celui-ci. Ainsi, toutes les lois fédérales commencent par l'expression « Sa Majesté, sur l’avis et avec le consentement du Sénat et de la Chambre des communes du Canada, édicte [...] » La signature du souverain ou de son représentant à une loi, qu'elle soit fédérale ou provinciale, se nomme la Sanction royale (Royal Assent). Cette sanction est requise pour qu'une loi soit effective, c'est habituellement le gouverneur général qui appose sa signature pour les lois fédérales et le lieutenant gouverneur pour les lois provinciales. Toute loi doit aussi porter le Grand Sceau du Canada ou le Sceau des provinces respectives. Le gouverneur général peut réserver au monarque le droit de ratifier une loi, selon la volonté de celui-ci pour lui permettre de prendre une décision personnelle à l'égard de la loi. Les lieutenants gouverneurs peuvent aussi utiliser ce pouvoir pour permettre au gouverneur général de prendre une décision, ou, si celui-ci le désire, transmettre la loi au monarque. Le monarque a le pouvoir de rejeter une loi, dans le temps prescrit par la constitution canadienne. Récemment, certains activistes ont demandé à la reine Élisabeth II de rejeter la loi C-38 qui avait été acceptée par le parlement. Cependant, Beverley McLachlin, en sa qualité de suppléante du gouverneur général a sanctionné la loi au nom de la reine du Canada.

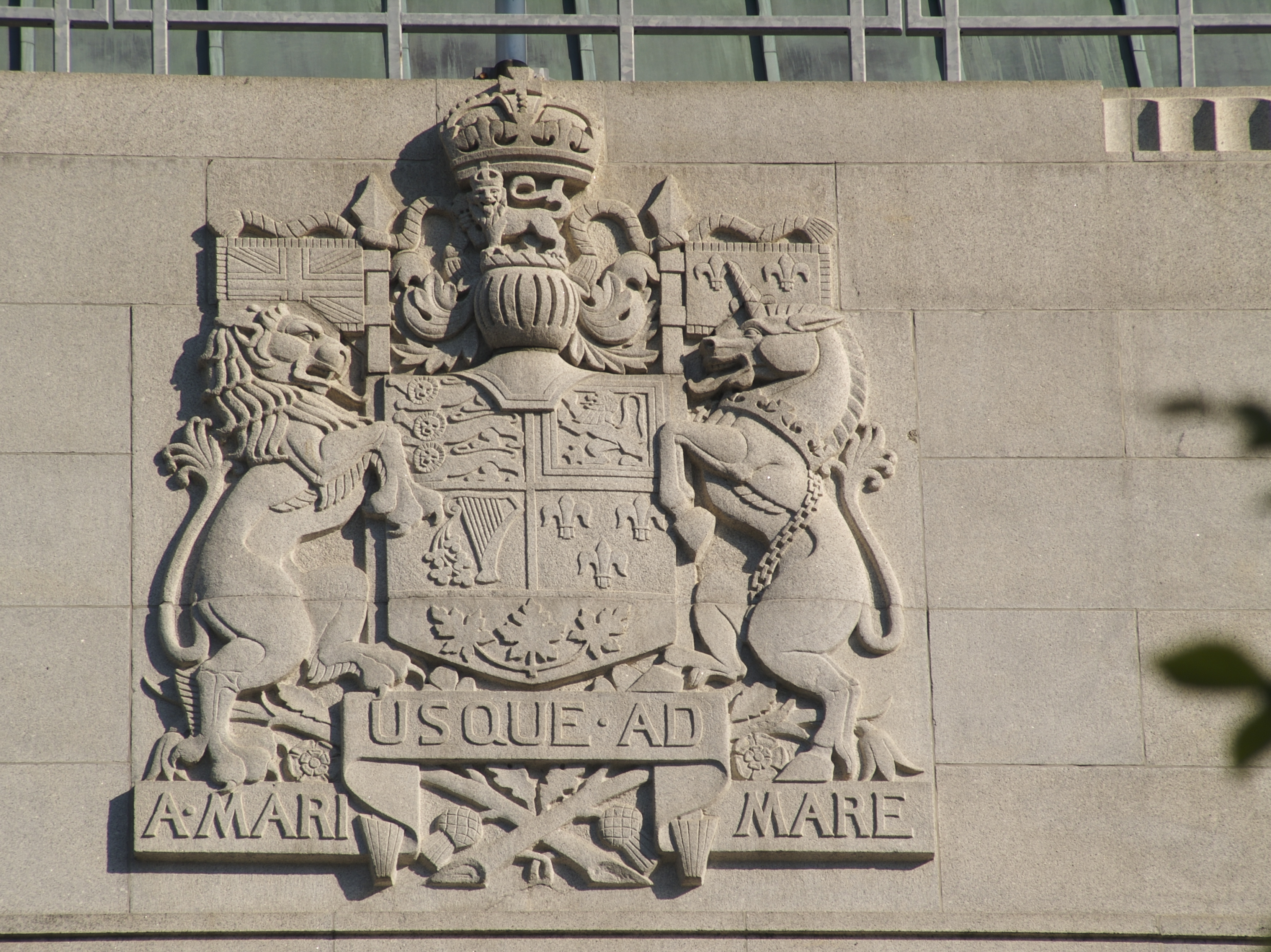
Armoiries royales du Canada sur la façade de la Banque du Canada.

Le souverain est reconnu comme étant la « source de la justice » et il est responsable de faire régner la justice pour tous ses sujets, cependant, le monarque n'interfère pas personnellement dans les affaires judiciaires. Ainsi, les fonctions judiciaire sont exécutées en son nom. Le droit coutumier soutient que le souverain « ne peut mal agir » ; le monarque ne peut pas être poursuivi dans ses propres cours pour des offenses criminelles, c'est ce qu'on appelle l'Immunité souveraine, ou l’Immunité de la couronne (voir version anglaise). Des procès civils contre le gouvernement sont autorisés, cependant, les procès contre le monarque en tant que personne ne sont pas permis.
 (février 2016).
Dans les cas de procès internationaux, en tant que souverain et par certains principes établis par des lois internationales le roi du Canada ne peut siéger dans des cours étrangères sans son propre consentement[réf. nécessaire][pas clair].
Le pouvoir le plus exceptionnel que possède le monarque est certes la grâce royale de clémence. Ce pouvoir consiste à gracier un individu qui aurait commis une infraction au code criminel ou au code civil canadien. Cette prérogative est utilisée dans des cas exceptionnels au nom du roi du Canada par le gouverneur général ou le gouverneur en conseil qui s’appuie sur la recommandation du ministre de la Sécurité publique ou d'un autre ministre. Ce pouvoir est comparable à la grâce présidentielle. Le pardon peut être accordé avant, pendant, ou après une infraction.
Il existe trois types de clémence :
- le pardon absolu ;
- le pardon conditionnel ;
- la remise d'une amende en échange de l'acquittement.

En outre, le monarque sert également de symbole pour la légitimité des Cours de Justice, et pour les autorités juridiques. Une image de la reine ou des armoiries du Canada surplombe toujours les tribunaux canadiens.
Au Canada, la personnalité juridique de l'État est mentionnée comme étant « Sa Majesté le roi du chef du Canada » (Anglais : His Majesty the King in Right of Canada) de même que pour les provinces et territoires.

## Finances
Les Canadiens ne versent aucun impôt ou redevance pour leur monarque, que ce soit pour le revenu personnel du souverain ou pour l'entretien des résidences royales hors Canada. Les seuls cas où le roi utilise l'argent des citoyens canadiens est lorsqu'il est en sol canadien — pour une visite officielle — ou lorsqu'il agit au titre de roi du Canada à l'étranger. Cela s'applique également pour tous les membres de la famille royale.
Les Canadiens assument les coûts liés aux institutions que sont le gouverneur général et les lieutenants gouverneurs qui agissent au nom de la Couronne canadienne lors de cérémonies, de voyages, etc.
Des enregistrements provinciaux et fédéraux des dépenses liées à la Couronne sont conservés, mais aucun état officiel sur le coût de la monarchie au Canada n'est compilé par le gouvernement. Cependant, tous les trois ans, la Ligue monarchiste émet une étude, fondée sur divers budgets fédéraux et provinciaux, des dépenses et évaluations, qui trace les grandes lignes d'un coût annuel pour le fonctionnement de la Couronne. L'étude de 2011-2012 a démontré que l'institution coûte aux Canadiens la somme de 57 millions de dollars en 2012, soit 1,63 $ par Canadien. Pour 2012, l'organisation signale aussi des coûts supplémentaires de 7 millions de dollars liés au jubilé de diamant, faisant donc passer la facture totale à 64 millions de dollars, soit 1,85 $ par Canadien. Certains monarchistes émettent des rapports du même genre avec un résultat final beaucoup moins élevé.
Les études précédentes ont constaté que le coût global de la Couronne canadienne était de 22 millions de dollars en 1999, 34 millions de dollars en 2002 et 50 millions de dollars en 2006 et en 2009 (ceci ne tient pas compte de l'inflation du dollar canadien sur ces années.)

## Symboles
La plupart des symboles royaux du Canada sont identiques à ceux utilisés au Royaume-Uni, étant importés lors de la colonisation du Canada par les Britanniques. Lorsque le Canada a obtenu son indépendance, plusieurs symboles qui lui sont propres ont été ajoutés à certains symboles de la Couronne. La Couronne reste une partie visible du commun de chacun des Canadiens, avec des symboles spécifiques du monarque du Canada, prouvant sa loyauté à celui-ci.
La monarchie est actuellement symbolisée par des images du souverain sur chacune des pièces de monnaie ainsi que sur les billets de 20 dollars. Souvent on retrouve le portrait du roi sur les bâtiments publics. Les décorations canadiennes, pour la plupart, possèdent un emblème de couronne, que ce soit la médaille de l'Ordre du Canada, de l'Ordre du mérite militaire, etc. On retrouve également des symboles de la monarchie sur les armoiries canadiennes ainsi que sur celles de chacune des provinces.
Certaines journées spéciales dans l'année sont également réservées pour honorer le souverain, notamment la Fête de la Reine en l'honneur du règne de la reine Victoria. Le Parlement canadien a proclamé en l'année 1901 le 24 mai comme étant jour férié. De nos jours, le lundi précédant le 25 mai est le jour de la fête du souverain, sauf au Québec où on célèbre la fête des patriotes.
Un symbole des plus importants est certes le message de la reine à l'occasion de la nouvelle année. Ce message est écouté chaque année par des millions de Canadiens à travers le pays. En 2007, la reine Elisabeth II, grâce au Royal Channel, a diffusé ses vœux pour la nouvelle année sur le site internet YouTube, une première pour la monarchie. Elle avait également été la première souveraine à pouvoir transmettre son serment d'allégeance à l'occasion de son 21e anniversaire grâce à la télédiffusion.
Il y a également des centaines d'endroits nommés en l'honneur des monarques et les membres canadiens de la famille royale à travers le Canada. Aucun individu n'a été plus honoré que la reine Victoria dans les noms des bâtiments publics du Canada, de rues, et des endroits publics.

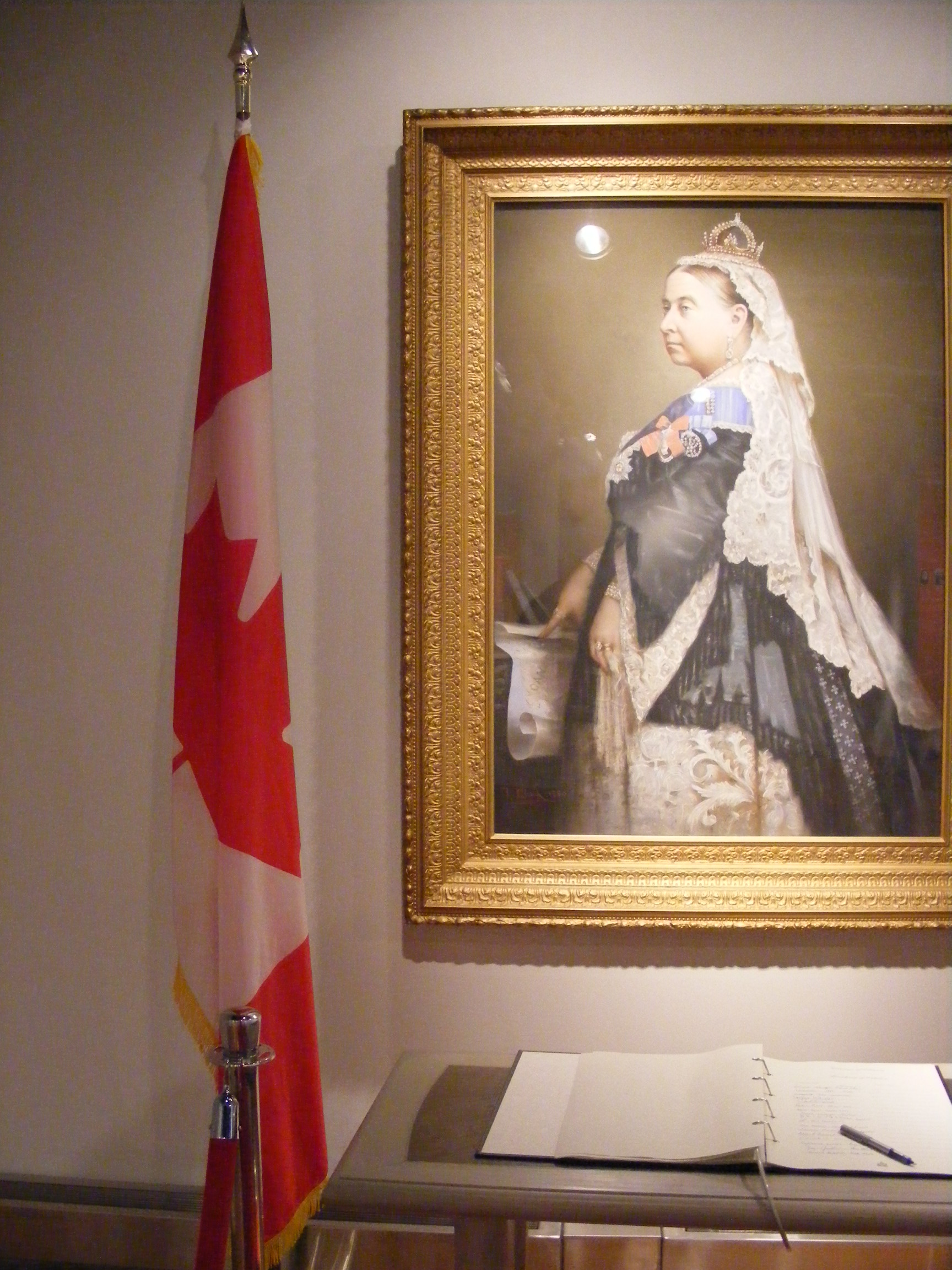
Livre d'honneur et portrait officiel de la reine Victoria dans un édifice fédéral d'Ottawa
Logo de l'Ordre du Canada
Logo de l'Ordre canadien du mérite militaire
Étendard royal canadien de Sa Majesté la reine Élisabeth II (1952-2022)

## La Famille royale canadienne

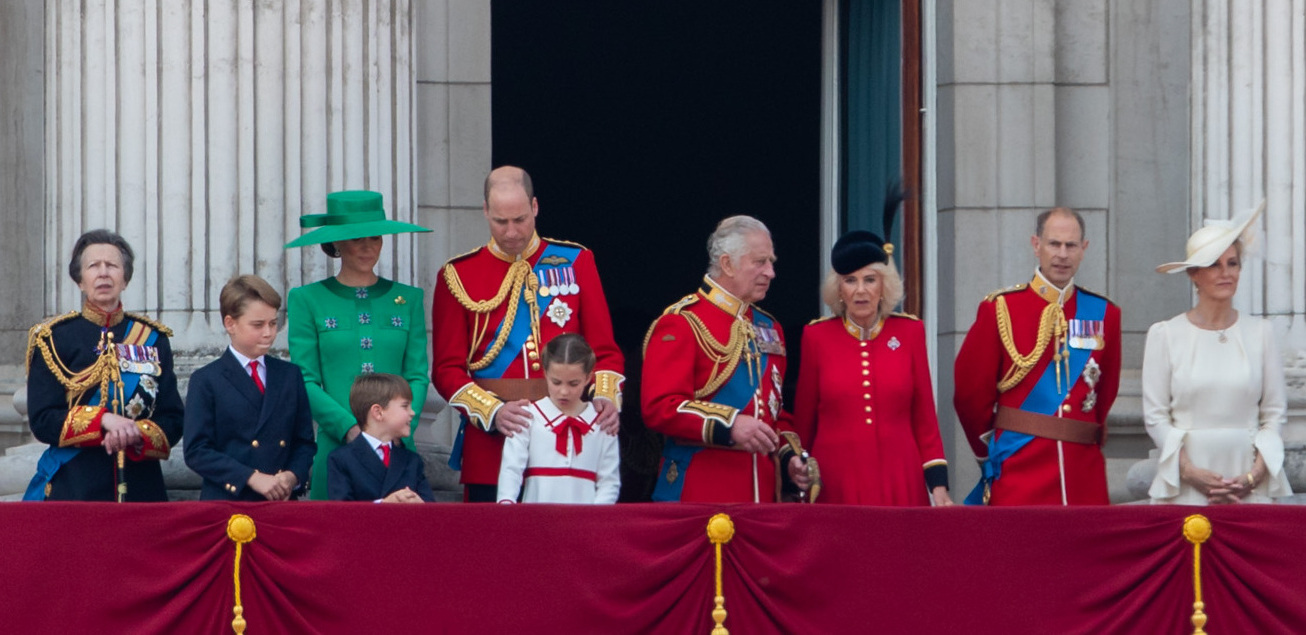
Quelques membres de la Famille royale canadienne.

La Famille royale est un groupe de personnes étroitement liées au monarque du Canada ; c'est une famille royale non-résidente. Les membres de la famille royale habitent de manière prédominante au Royaume-Uni. Quelques membres ont habité au Canada pendant des périodes étendues en tant que vice-roi, comme Alexander Cambridge, le 1er comte d'Athlone. Les membres de la famille royale exécutent des fonctions cérémoniales et sociales mais, hormis le monarque, aucun n'a de rôle dans les affaires du gouvernement. Ils portent tous le prédicat d'Altesse royale, le titre « Sa Majesté » étant attribué au monarque seulement et au consort si ce dernier est une reine consort.
Le concept de famille royale canadienne est seulement apparu depuis le Statut de Westminster en 1931. La première à utiliser ce terme fut la reine Élisabeth II lors du discours d'ouverture de la première législature du territoire du Nunavut : « I am proud to be the first member of the Canadian Royal Family to be greeted in Canada's newest territory. » (Je suis fière d'être le premier membre de la Famille royale canadienne à être accueillie dans ce nouveau territoire du Canada). Les médias canadiens en revanche, emploient toujours le terme « Famille royale britannique ».
Les membres de la Famille royale ont le droit au statut de Sujets du monarque canadien, ils ont droit à l'aide consulaire canadienne et à la protection des forces armées canadiennes de Sa Majesté lorsqu'ils sont en dehors du Commonwealth. Cela dit, ils n'ont pas le droit au titre de citoyens canadiens. Cela a créé tout un imbroglio dans certaines situations. Par exemple : lorsqu'il est question d'honneurs et de décorations, la reine-mère avait le droit au titre de membre honoraire de l'Ordre du Canada mais n'avait pas le droit aux décorations des Forces canadiennes,,.
À la différence du Royaume-Uni, au Canada, le souverain est le seul membre de la Famille royale qui a un titre établi par la loi. Tous les autres membres de la famille possèdent des titres de courtoisie, accordés par lettre patente au Royaume-Uni.
Les principaux membres de la famille royale canadienne sont nommés comme suit :
- la reine consort
- le prince et la princesse de Galles
- le duc et la duchesse de Sussex
- le duc d'York
- le duc et la duchesse d'Édimbourg
- la Princesse royale
- le duc et la duchesse de Gloucester
- le duc et la duchesse de Kent
- le prince et la princesse Michael de Kent
- la princesse Alexandra, Lady Ogilvy

## Résidences

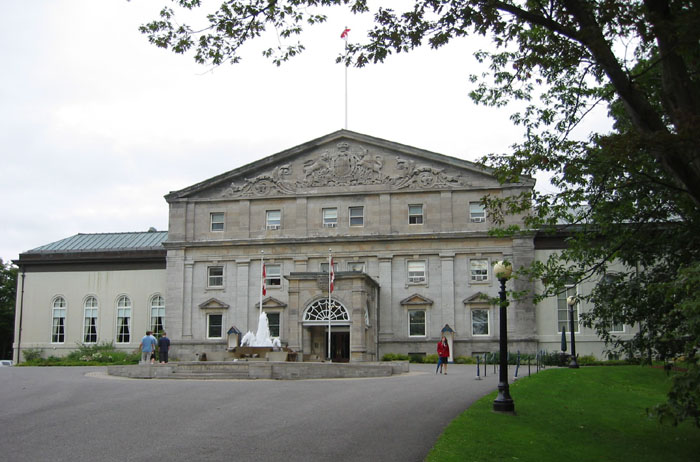
La façade principale de Rideau Hall.
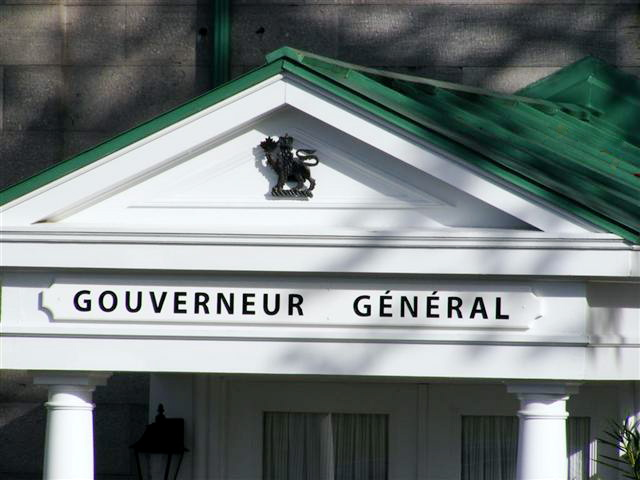
Entrée de la résidence du souverain canadien à la Citadelle de Québec.

La résidence officielle du monarque canadien est Rideau Hall, située au 1, Promenade Sussex, dans la ville d'Ottawa depuis 1867. C'est également la résidence de fonction du gouverneur général. Rideau Hall est l'endroit où ont lieu la plupart des cérémonies d'investiture, des cérémonies d'assermentation, des banquets et des autres événements officiels. C'est là que sont reçus les dignitaires étrangers et peuvent également y résider lors de visites d'État. Il existe également une autre résidence officielle qui est La Citadelle dans la ville de Québec qui est également la résidence de vacances du gouverneur général. Cet endroit, en plus d'héberger la seconde résidence officielle du monarque canadien, est une base militaire active.
Les provinces de la Colombie-Britannique, de la Saskatchewan, du Manitoba, de la Nouvelle-Écosse, du Nouveau-Brunswick et de l'Île-du-Prince-Édouard possèdent également des résidences actuellement utilisées par les lieutenants-gouverneurs respectifs.

## La Couronne et les Forces canadiennes

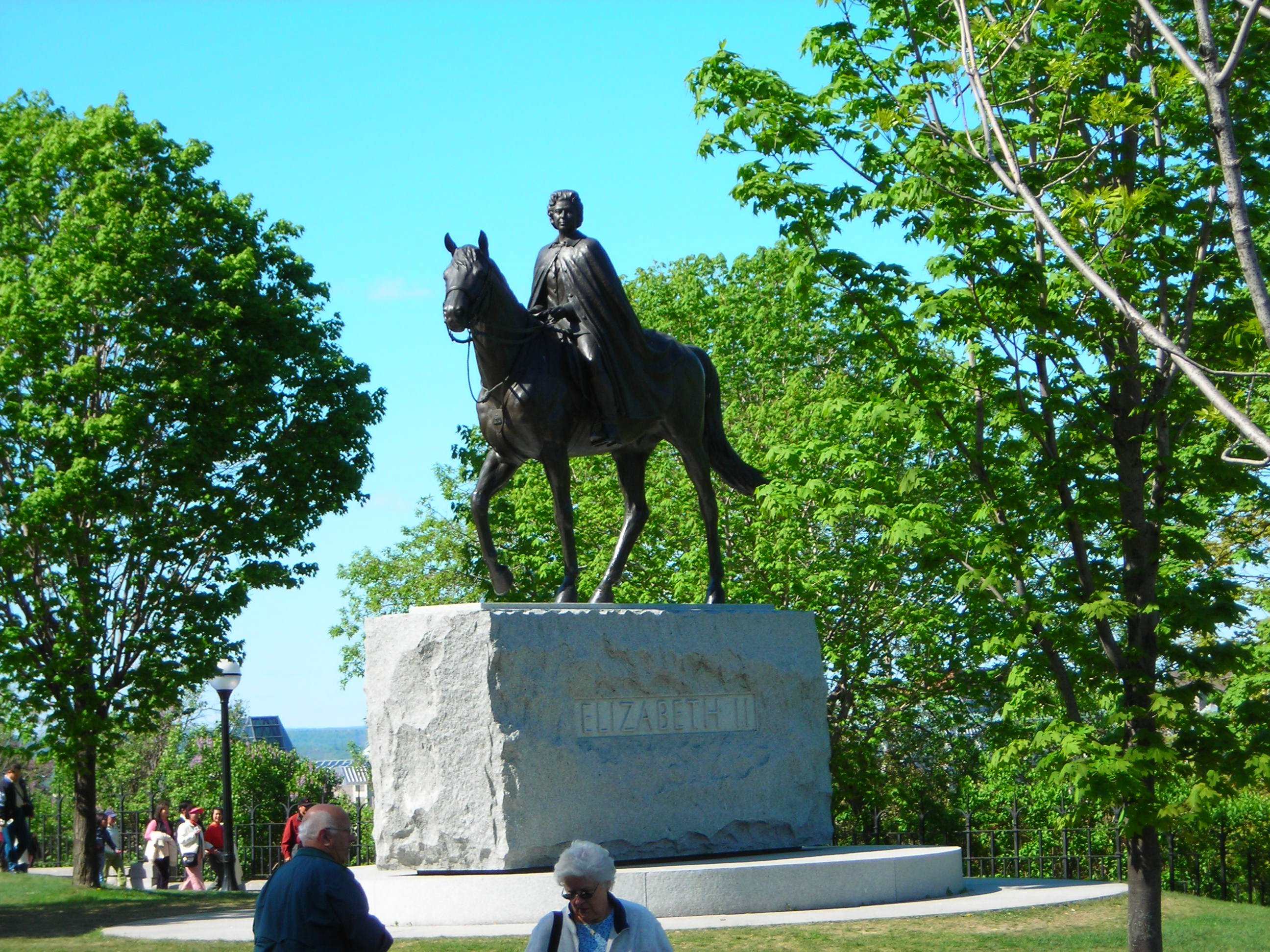
Statue équestre d'Élisabeth II, commandante en chef des Forces armées canadiennes, sur la Colline du Parlement à Ottawa.

La Couronne conserve une place prédominante parmi les Forces canadiennes. Le roi occupe le poste de Commandant en chef des Forces selon l'article 15 de la Loi constitutionnelle de 1867. Cependant, le gouverneur général du Canada, au nom du souverain du Canada, peut exercer cette fonction conformément à la Lettre patente de 1947 du roi George VI. Le souverain occupe également le poste de Commissaire honoraire de la Gendarmerie royale du Canada. Le symbole indéfectible que le souverain occupe une position et un rôle important au sein des Forces se reflète par le fait que tous les navires militaires du Canada porte le préfixe Navire canadien de Sa Majesté (NCSM) ou His [or Her] Majesty's Canadian Ship (HMCS). Les membres des Forces canadiennes portent tous allégeance au roi ainsi qu'à ses successeurs.
Plusieurs membres de la Famille royale portent le titre de Colonel en chef de certains régiments canadiens. Ainsi, plusieurs d'entre eux ont présidé des cérémonies militaires, incluant l'inspection des troupes. À chaque fois qu'un membre de la Famille royale est de passage dans la ville d'Ottawa, celui-ci va déposer une couronne au monument national de la guerre, là où se trouve la Tombe du Soldat inconnu.
La reine Élisabeth II avait toujours pris part aux cérémonies de commémoration des Anciens Combattants, elle a notamment inauguré le Mémorial de Vimy en 2007 et a tenu à rendre hommage aux six Canadiens morts quelques jours avant la cérémonie durant la mission de paix en Afghanistan. Elle participe également chaque année au Jour du Souvenir.

#### Commonwealth
- Commonwealth
- Royaume du Commonwealth

#### Canada
- Monarchie au Québec
- Gouverneur général du Canada
- Premier ministre du Canada
- Lieutenant-gouverneur au Canada
- Liste des souverains du Canada
- O'Donohue c. Canada

#### Autres
- Dominion
- Liste des monarchies en Amérique
- Monarchie britannique